# Novomîkolaiivka, Verhnodniprovsk
Novomîkolaiivka (în ucraineană Новомиколаївка) este o așezare de tip urban din raionul Verhnodniprovsk, regiunea Dnipropetrovsk, Ucraina. În afara localității principale, mai cuprinde și satele Bratske, Cepîne, Cikalovka și Voievodivka.

## Demografie
Componența lingvistică a așezării de tip urban Novomîkolaiivka
     Ucraineană (90,06%)
     Rusă (7,2%)
     Romani (1,43%)
     Alte limbi (1,19%)
Conform recensământului din 2001, majoritatea populației așezării de tip urban Novomîkolaiivka era vorbitoare de ucraineană (90,06%), existând în minoritate și vorbitori de rusă (7,2%) și romani (1,43%).